# Michael Schmid (wioślarz)
Michael Schmid (ur. 2 stycznia 1988) – szwajcarski wioślarz, mistrz Europy w 2017 roku, brązowy medalista mistrzostw świata w 2014 roku, reprezentant Szwajcarii na Igrzyskach Olimpijskich w 2016 roku.

## Osiągnięcia
| Rok  | Impreza                        | Miejsce             | Konkurencja                  | Lokata      |
| ---- | ------------------------------ | ------------------- | ---------------------------- | ----------- |
| 2004 | Mistrzostwa Świata Juniorów    | Banyoles            | czwórka podwójna             | 19. miejsce |
| 2005 | Mistrzostwa Świata Juniorów    | Brandenburg         | jedynka                      | 8. miejsce  |
| 2006 | Mistrzostwa Świata Juniorów    | Amsterdam           | jedynka                      | 4. miejsce  |
| 2007 | Młodzieżowe Mistrzostwa Świata | Glasgow             | czwórka podwójna             | 9. miejsce  |
| 2010 | Młodzieżowe Mistrzostwa Świata | Brześć              | czwórka podwójna             | 6. miejsce  |
| 2011 | Mistrzostwa Świata             | Bled                | dwójka podwójna wagi lekkiej | 16. miejsce |
| 2012 | Mistrzostwa Świata             | Płowdiw             | jedynka wagi lekkiej         | 6. miejsce  |
| 2013 | Mistrzostwa Europy             | Sewilla             | jedynka wagi lekkiej         | 4. miejsce  |
| 2013 | Mistrzostwa Świata             | Chungju             | jedynka wagi lekkiej         | 6. miejsce  |
| 2014 | Mistrzostwa Europy             | Belgrad             | jedynka wagi lekkiej         | 3. miejsce  |
| 2014 | Mistrzostwa Świata             | Amsterdam           | jedynka wagi lekkiej         | 3. miejsce  |
| 2015 | Mistrzostwa Świata             | Aiguebelette-le-Lac | dwójka podwójna wagi lekkiej | 10. miejsce |
| 2016 | Mistrzostwa Europy             | Brandenburg         | dwójka podwójna wagi lekkiej | 7. miejsce  |
| 2016 | Igrzyska Olimpijskie           | Rio de Janeiro      | dwójka podwójna wagi lekkiej | 13. miejsce |
| 2017 | Mistrzostwa Europy             | Račice              | jedynka wagi lekkiej         | 1. miejsce  |